# Henry William Pickersgill
Henry William Pickersgill (Londra, 3 dicembre 1782 – Londra, 21 aprile 1875) è stato un pittore inglese specializzato in ritratti. Membro della Royal Academy of Arts per quasi cinquant'anni, Pickersgill immortalò molte delle figure più importanti del suo tempo.

## Biografia

### Primi anni di vita e formazione
Pickersgill nacque a Londra e venne adottato da un produttore di seta di Spitalfields conosciuto come Mr. Hall, che fece lavorare il giovane nell'azienda familiare e gli pagò le lezioni scolastiche. Nel corso delle guerre napoleoniche, che avevano causato una serie di disagi economici nel Regno Unito, Pickersgill decise di diventare un pittore. Fra il 1802 e il 1805, fu allievo di George Arnald e poi, dal mese di novembre del 1805, presso la Royal Academy of Arts.

### Carriera
Dopo aver realizzato dipinti di vario tipo, fra cui paesaggi e tele a tema classico e storico, Pickersgill si focalizzò sul genere ritrattistico. Nel corso della sua prima mostra, che venne tenuta alla Royal Academy, egli esibì un ritratto del suo benefattore Mr Hall. Nel corso della sua tela, l'artista esibirà complessivamente 384 dipinti presso l'istituzione britannica. Fu eletto membro associato dell'Accademia nel mese di novembre del 1822 e membro a pieno titolo durante il mese di febbraio del 1826.
Pickersgill era uno dei ritrattisti più apprezzati del periodo. Robert Peel, William Wordsworth, George Stephenson, Jeremy Bentham, Letitia Elizabeth Landon, Elizabeth Barrett Browning, Horatio Nelson, Arthur Wellesley e Michael Faraday erano tra le molte persone importanti che posarono per lui. Uno dei suoi quadri più famosi risale al 1816, e mostra l'autore James Silk Buckingham assieme alla moglie Elizabeth mentre indossano abiti arabi. L'opera risente gli influssi dell'orientalismo e allude ai viaggi che Buckingham fece in Asia. Un'altra tela di Pickersgill, Oriental Love Letter del 1824, sembra essere quella a cui fa riferimento la poesia Landon The Oriental Nosegay di Letitia Landon, che venne pubblicata nella sua raccolta Poetical Sketches of Modern Pictures (1826).
Dal 1856 al 1864, Pickersgill fu bibliotecario della Royal Academy. Si ritirò dall'istituto durante il mese di dicembre del 1872.

### Morte
L'artista spirò nella sua casa a Blandford Square, a Londra, all'età di 93 anni. È sepolto nel cimitero di Barnes.
Nel suo lascito, Pickersgill volle finanziare la costruzione di una scialuppa di salvataggio, che prenderà il nome dal pittore e opererà nel porto di Dover.
Molte delle opere di Pickersgill sono oggi custodite nella National Portrait Gallery di Londra.

## Vita privata
Diversi membri della famiglia di Pickersgill, quali il fratello Richard, il figlio Henry Hall e il nipote Frederick erano anch'essi pittori.
Sua moglie Jeanette pubblicò un volume di poesie nel 1827 intitolato Tales of the Harem. Quando morì nel 1885, la signora Pickersgill divenne la prima persona di tutto il Regno Unito a venire cremata ufficialmente presso il crematorio di Woking.

## Galleria d'immagini

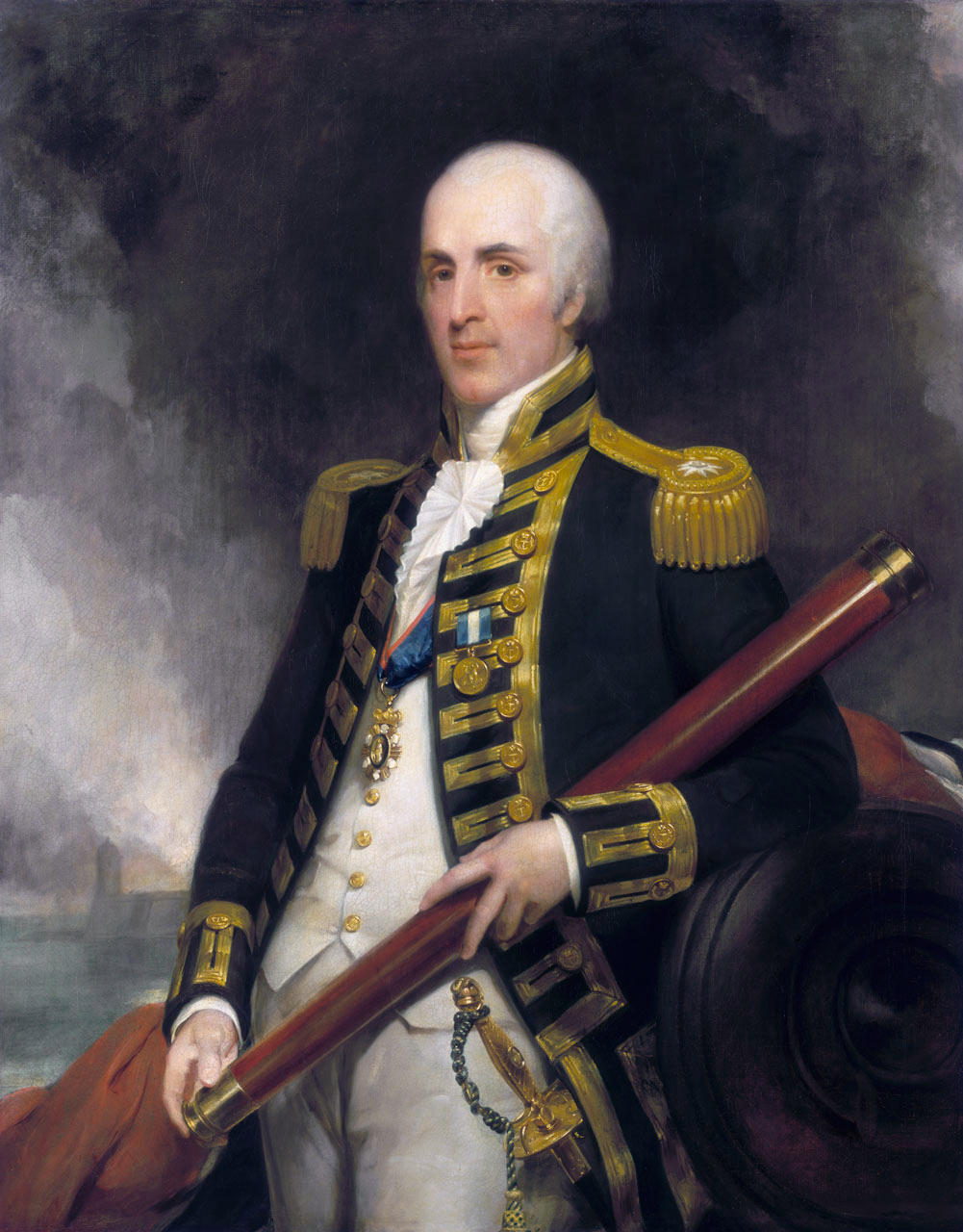
Alexander John Ball (ca 1805-9)
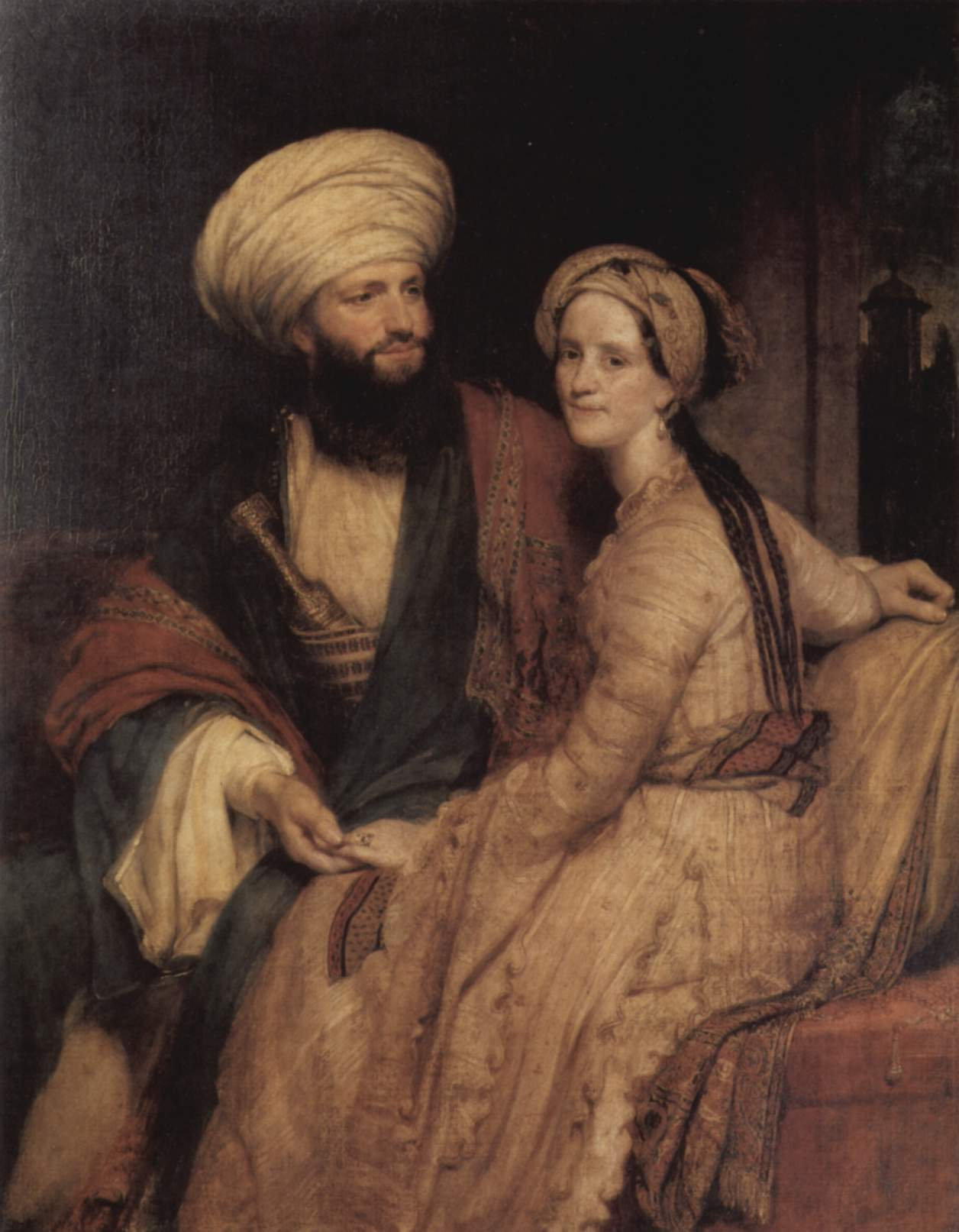
James Silk Buckingham e sua moglie (ca. 1816-25)
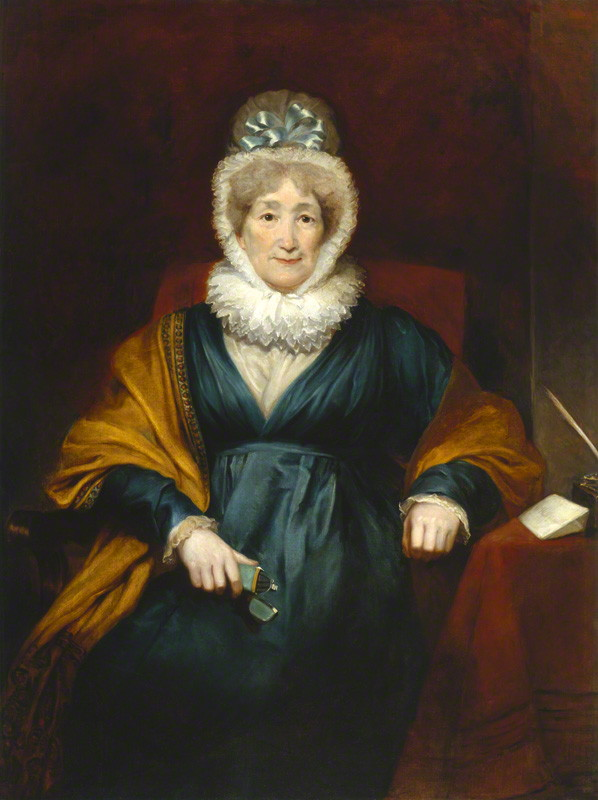
Hannah More (1821)
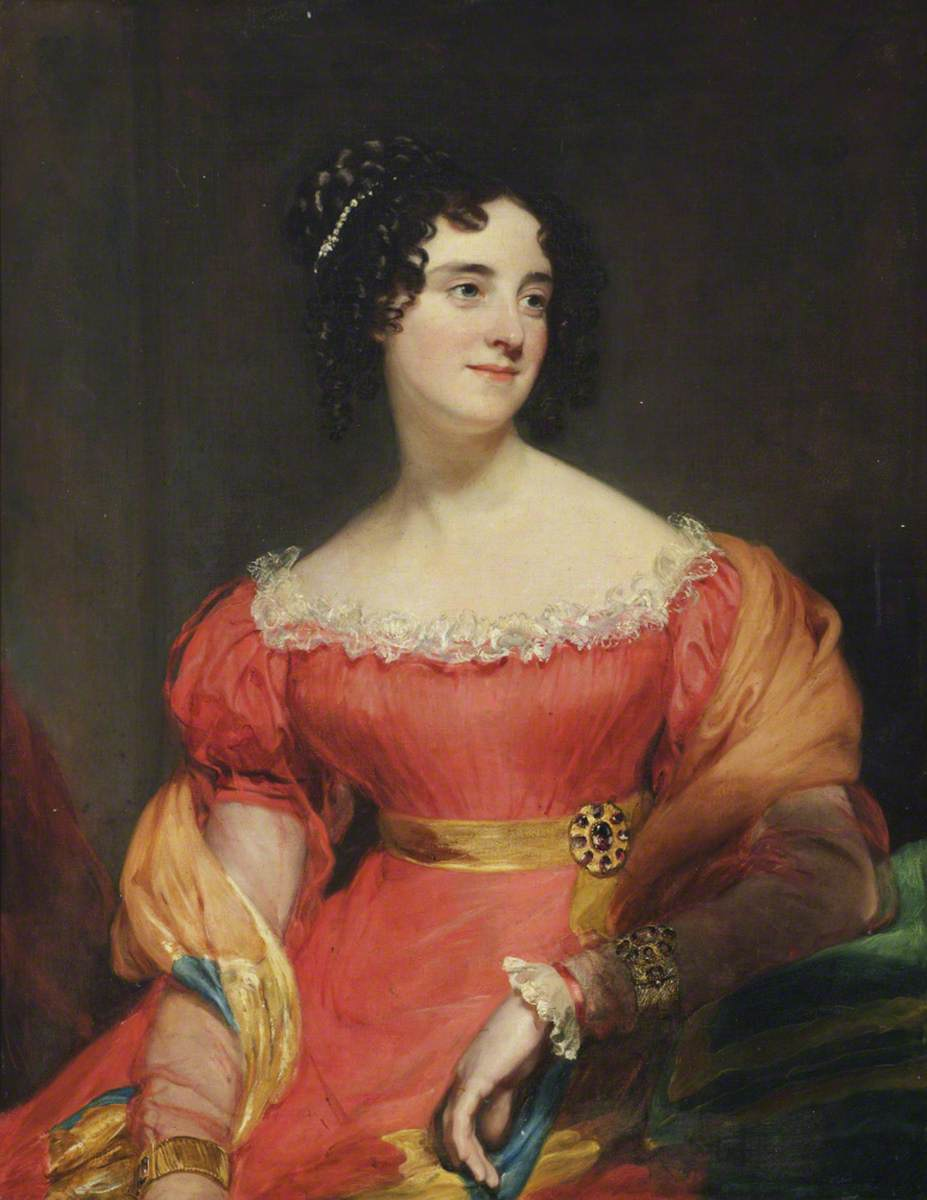
Georgiana Carolina Dashwood (1826)
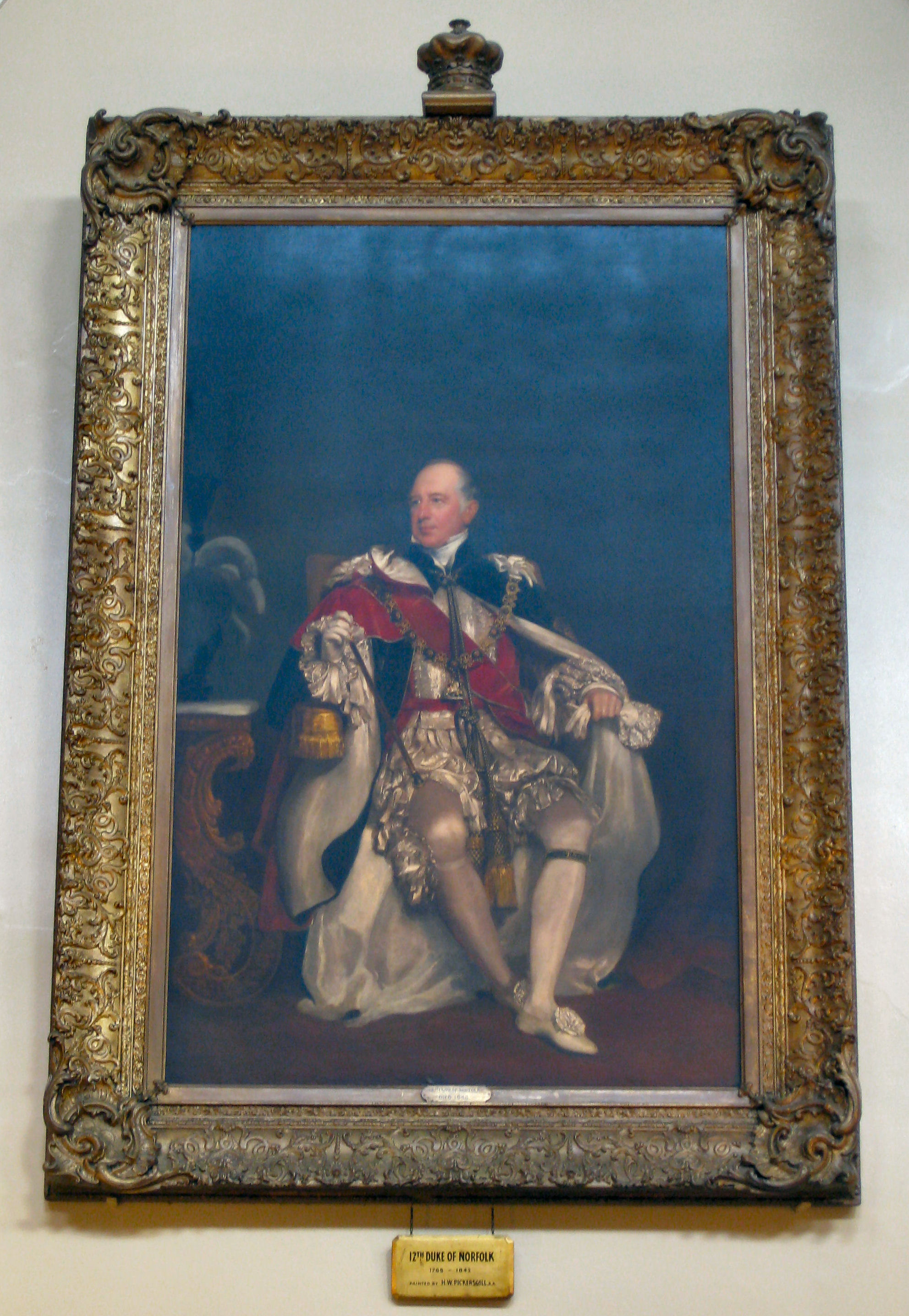
Bernard Howard Duke of Norfolk (ca. 1832)
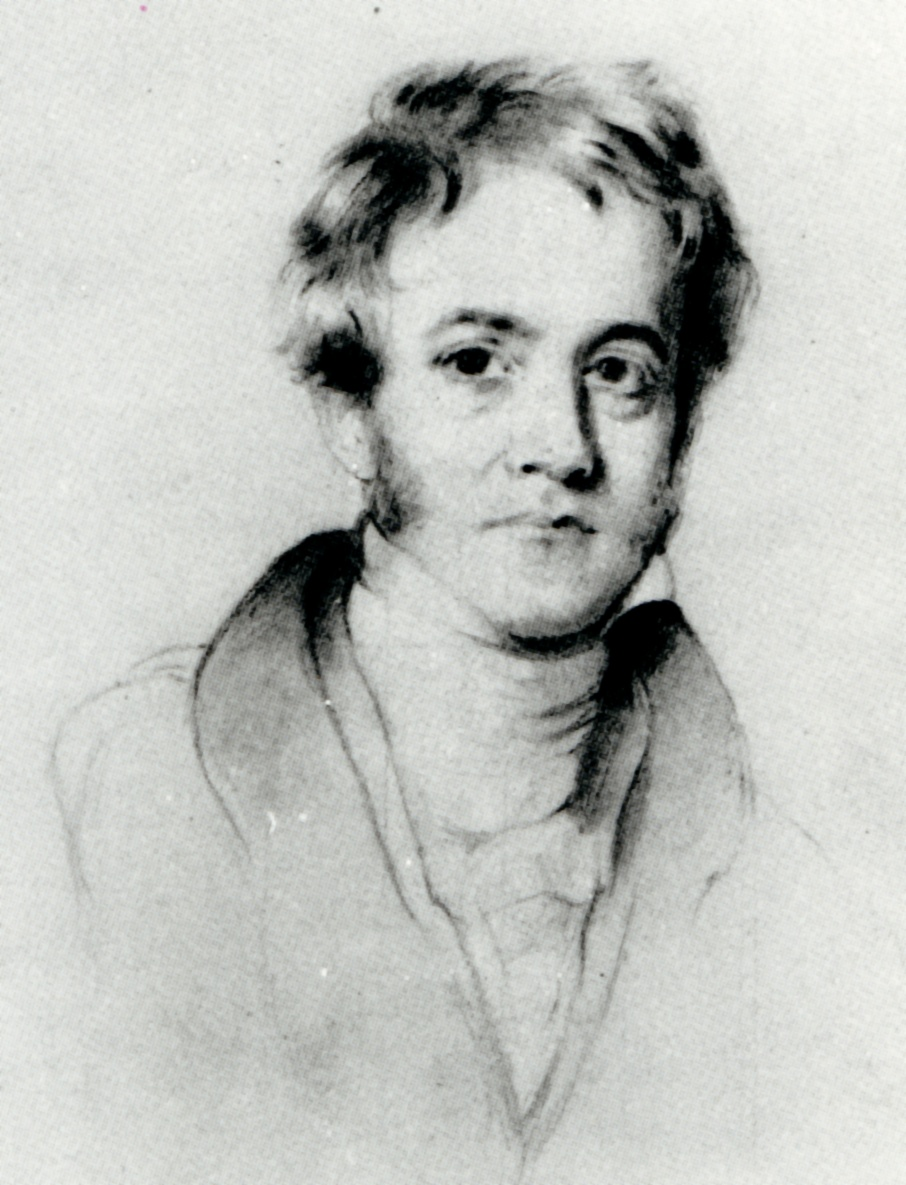
Sir John Herschel (ca. 1835)
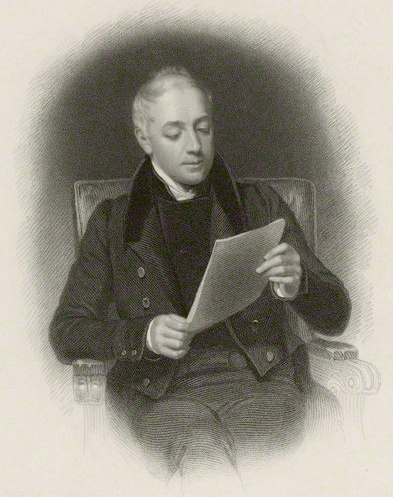
John Murray (1837)
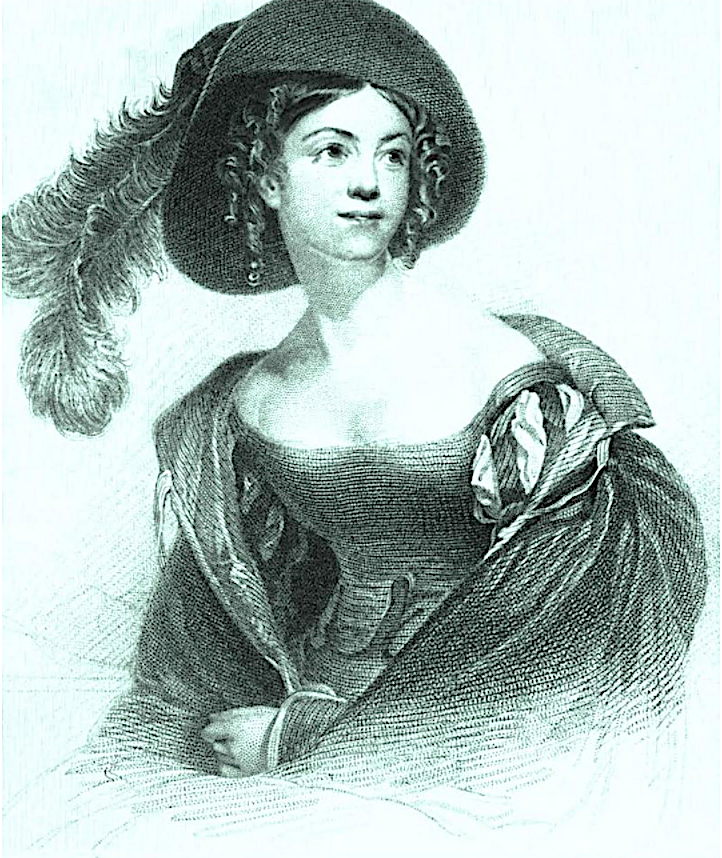
Letitia Elizabeth Landon (1852)
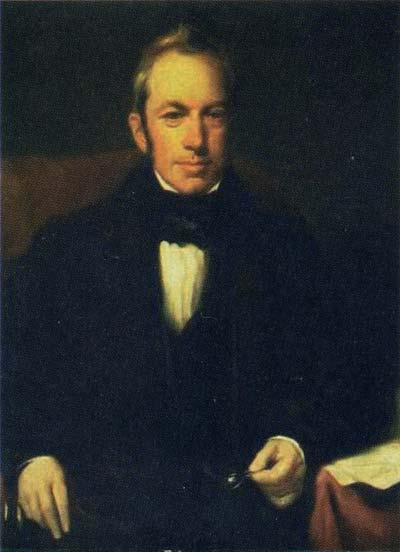
Robert Brown (1864)
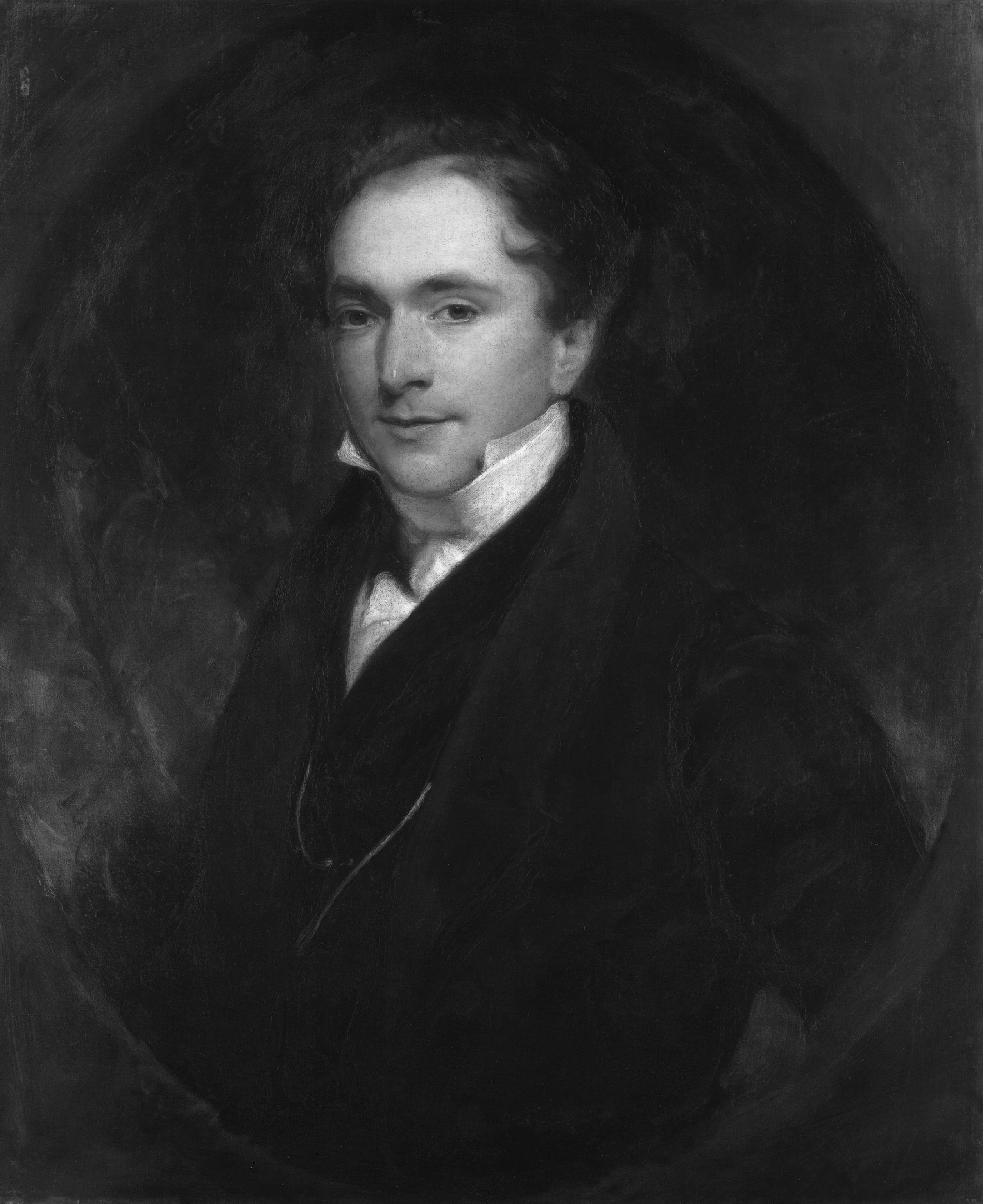
John Poole (data sconosciuta)
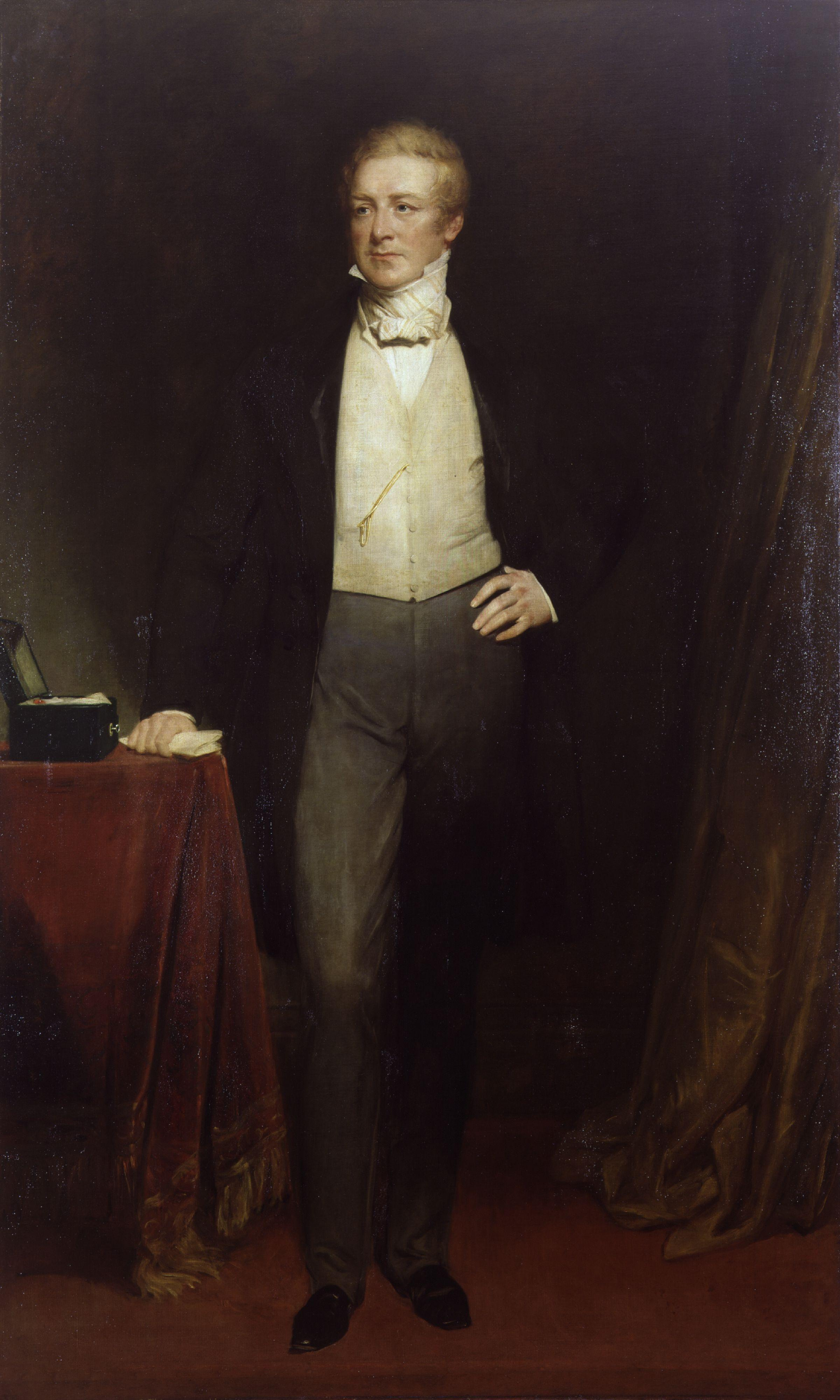
Sir Robert Peel (data sconosciuta)
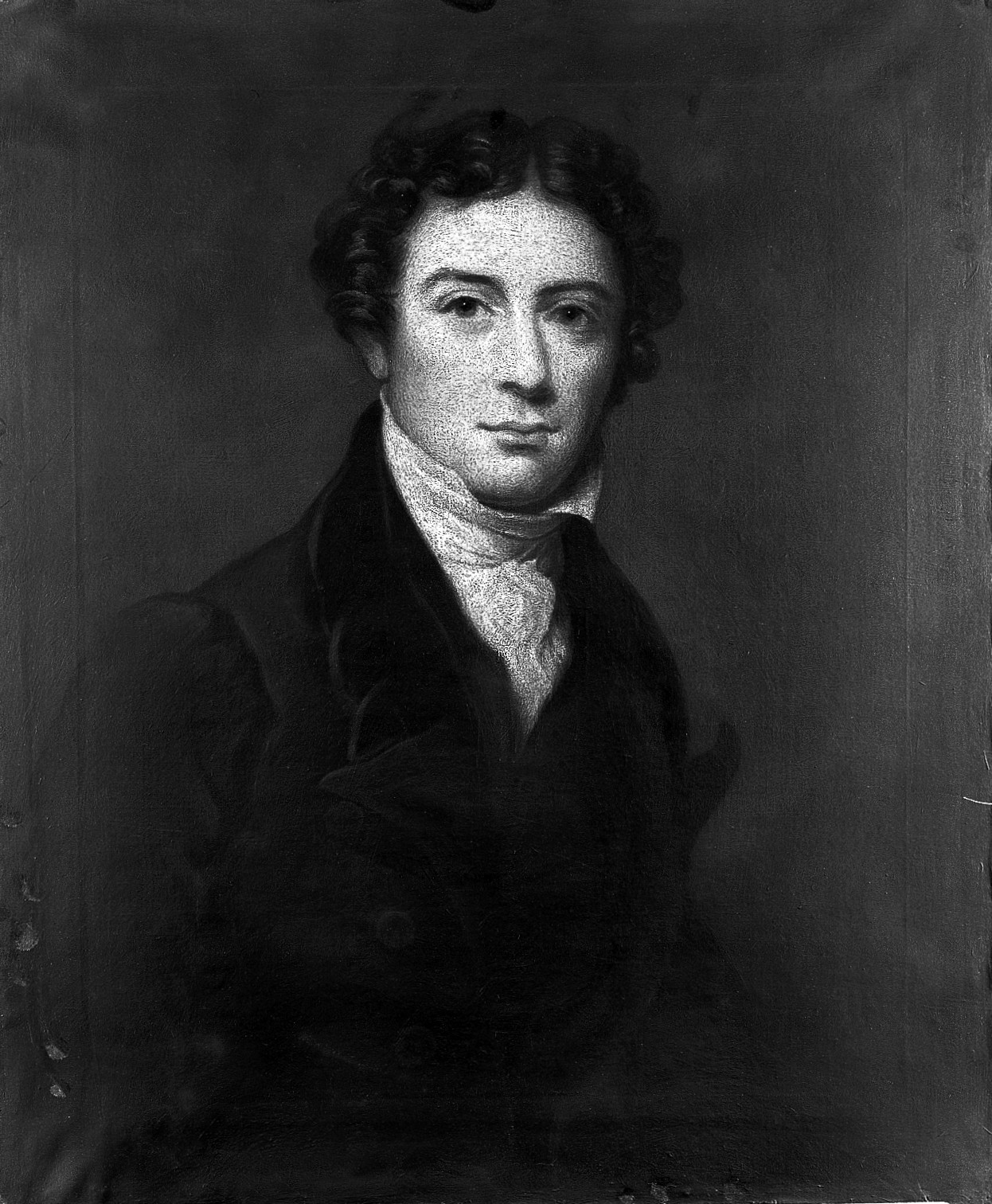
Michael Faraday